# Villenouvelle (Haute-Garonne)
Pour les articles homonymes, voir Villenouvelle.
Villenouvelle est une commune française située dans l'est du département de la Haute-Garonne, en région Occitanie.
Sur le plan historique et culturel, la commune est dans le Lauragais, l'ancien « Pays de Cocagne », lié à la fois à la culture du pastel et à l’abondance des productions, et de « grenier à blé du Languedoc ». Exposée à un climat océanique altéré, elle est drainée par l'Hers-Mort, la Thésauque, le ruisseau Merdéric et par divers autres petits cours d'eau.
Villenouvelle est une commune rurale qui compte 1 470 habitants en 2022, après avoir connu une forte hausse de la population depuis 1962. Elle fait partie de l'aire d'attraction de Toulouse. Ses habitants sont appelés les Villenouvellois ou  Villenouvelloises.
Le patrimoine architectural de la commune comprend deux  immeubles protégés au titre des monuments historiques : l'église Saint-Sernin, inscrite en 1926, et la halle de Villenouvelle, inscrite en 1973.

## Géographie

### Localisation
La commune de Villenouvelle se trouve dans le département de la Haute-Garonne, en région Occitanie.
Elle se situe à 26 km à vol d'oiseau de Toulouse, préfecture du département, et à 28 km de Revel, bureau centralisateur du canton de Revel dont dépend la commune depuis 2015 pour les élections départementales.
La commune fait en outre partie du bassin de vie de Villefranche-de-Lauragais.
Les communes les plus proches sont : 
Saint-Rome (2,6 km), Mauremont (2,8 km), Montgaillard-Lauragais (2,9 km), Montesquieu-Lauragais (3,5 km), Vieillevigne (3,8 km), Baziège (4,4 km), Varennes (5,0 km), Trébons-sur-la-Grasse (5,1 km).
Sur le plan historique et culturel, Villenouvelle fait partie du Lauragais, occupant une vaste zone, autour de l’axe central que constitue le canal du Midi, entre les agglomérations de Toulouse au nord-ouest et Carcassonne au sud-est et celles de Castres au nord-est et Pamiers au sud-ouest. C'est l'ancien « Pays de Cocagne », lié à la fois à la culture du pastel et à l’abondance des productions, et de « grenier à blé du Languedoc ».
Villenouvelle est limitrophe de cinq autres communes.
Les communes limitrophes sont  Baziège, Mauremont, Montesquieu-Lauragais, Montgaillard-Lauragais et Saint-Rome.
| Baziège               | Mauremont     |                        |
|                       | Villenouvelle | Montgaillard-Lauragais |
| Montesquieu-Lauragais | Saint-Rome    |                        |

### Géologie et relief
La superficie de la commune est de 795 hectares ; son altitude varie de 158  à   241 mètres.

### Hydrographie

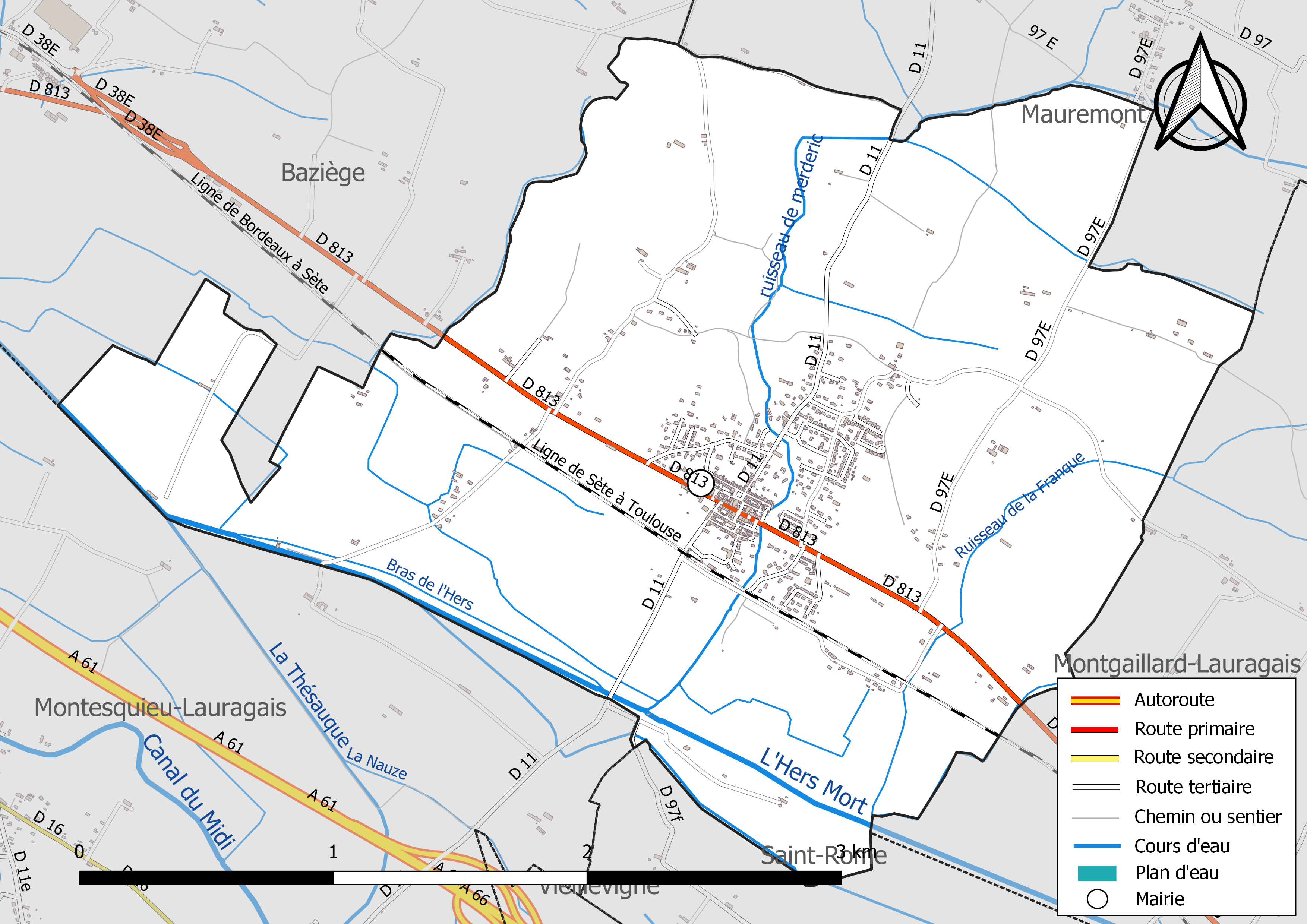
Réseaux hydrographique et routier de Villenouvelle.

La commune est dans le bassin de la Garonne, au sein du bassin hydrographique Adour-Garonne. Elle est drainée par l'Hers-Mort, la Thésauque, le ruisseau de Merderic, un bras de l'Hers le ruisseau de la Franque et par divers petits cours d'eau, constituant un réseau hydrographique de 19 km de longueur totale,.
L'Hers-Mort, d'une longueur totale de 89,3 km, prend sa source dans la commune de Laurac (11) et s'écoule du sud-est vers le nord-ouest. Il traverse la commune et se jette dans la Garonne à Grenade, après avoir traversé 40 communes.
La Thésauque, d'une longueur totale de 16,7 km, prend sa source dans la commune de Caignac et s'écoule vers le nord. Elle se jette dans l'Hers-Mort sur le territoire communal.

### Climat
Pour des articles plus généraux, voir Climat de l'Occitanie et Climat de la Haute-Garonne.
En 2010, le climat de la commune est de type climat du Bassin du Sud-Ouest, selon une étude s'appuyant sur une série de données couvrant la période 1971-2000. En 2020, Météo-France publie une typologie des climats de la France métropolitaine dans laquelle la commune est exposée à un climat océanique altéré et est dans la région climatique Aquitaine, Gascogne, caractérisée par une pluviométrie abondante au printemps, modérée en automne, un faible ensoleillement au printemps, un été chaud (19,5 °C), des vents faibles, des brouillards fréquents en automne et en hiver et des orages fréquents en été (15 à 20 jours).
Pour la période 1971-2000, la température annuelle moyenne est de 13,5 °C, avec une amplitude thermique annuelle de 15,7 °C. Le cumul annuel moyen de précipitations est de 692 mm, avec 9,3 jours de précipitations en janvier et 5,4 jours en juillet. Pour la période 1991-2020, la température moyenne annuelle observée sur la station météorologique la plus proche, située sur la commune de Ségreville à 9 km à vol d'oiseau, est de 13,4 °C et le cumul annuel moyen de précipitations est de 747,6 mm,. Pour l'avenir, les paramètres climatiques de la commune estimés pour 2050 selon différents scénarios d'émission de gaz à effet de serre sont consultables sur un site dédié publié par Météo-France en novembre 2022.

### Milieux naturels et biodiversité
Aucun espace naturel présentant un intérêt patrimonial n'est recensé sur la commune dans l'inventaire national du patrimoine naturel,,.

## Urbanisme

### Typologie
Au 1er janvier 2024, Villenouvelle est catégorisée bourg rural, selon la nouvelle grille communale de densité à sept niveaux définie par l'Insee en 2022.
Elle est située hors unité urbaine. Par ailleurs la commune fait partie de l'aire d'attraction de Toulouse, dont elle est une commune de la couronne,. Cette aire, qui regroupe 527 communes, est catégorisée dans les aires de 700 000 habitants ou plus (hors Paris),.

### Occupation des sols
L'occupation des sols de la commune, telle qu'elle ressort de la base de données européenne d’occupation biophysique des sols Corine Land Cover (CLC), est marquée par l'importance des territoires agricoles (92,8 % en 2018), en diminution par rapport à 1990 (94,6 %). La répartition détaillée en 2018 est la suivante : 
terres arables (73,5 %), zones agricoles hétérogènes (19,3 %), zones urbanisées (7,1 %), forêts (0,1 %). L'évolution de l’occupation des sols de la commune et de ses infrastructures peut être observée sur les différentes représentations cartographiques du territoire : la carte de Cassini (XVIIIe siècle), la carte d'état-major (1820-1866) et les cartes ou photos aériennes de l'IGN pour la période actuelle (1950 à aujourd'hui).

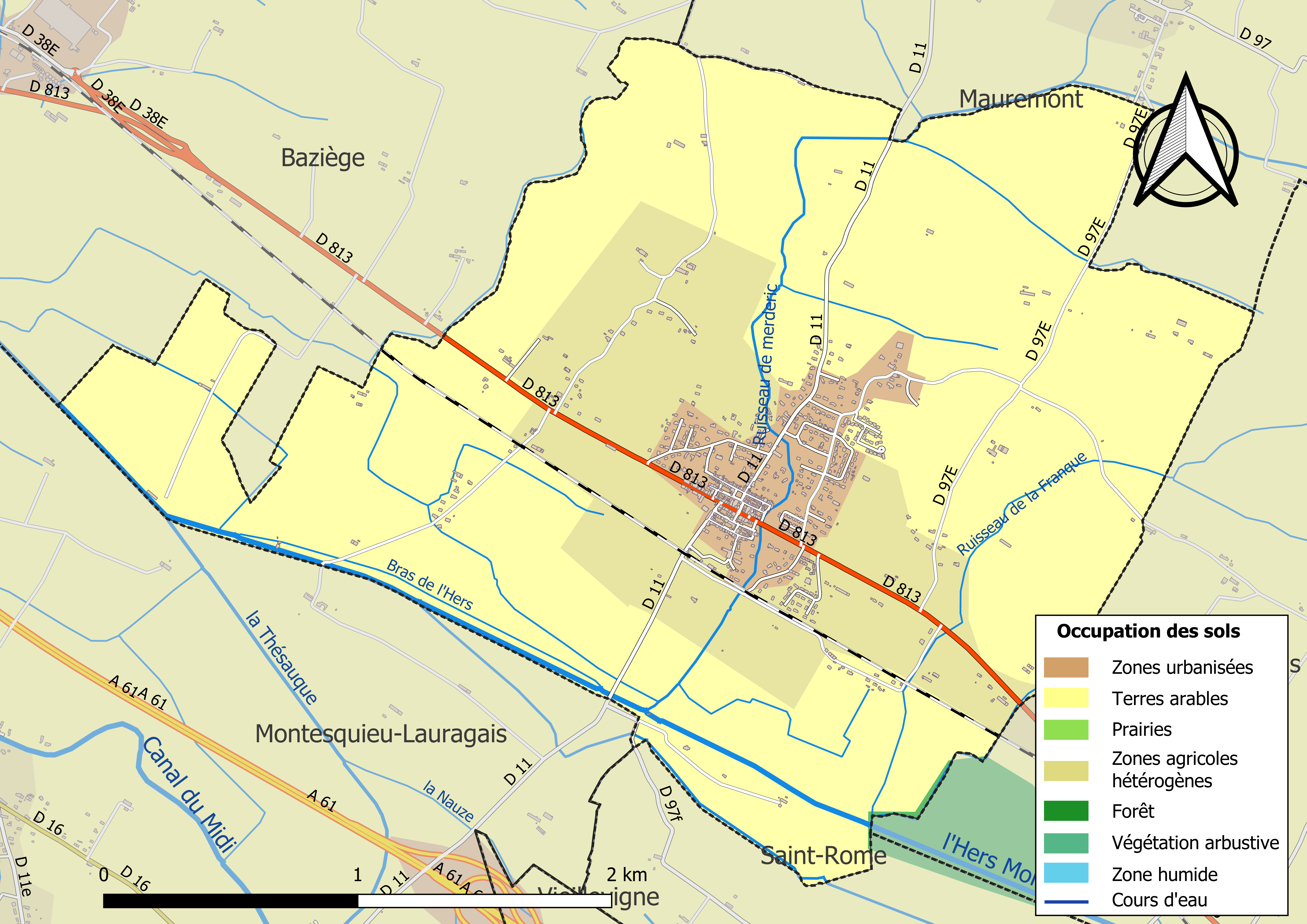
Carte des infrastructures et de l'occupation des sols de la commune en 2018 (CLC).

### Voies de communication et transports

#### Voies de communication
Elle se trouve dans une importante zone de communication matérialisée à la fois par la ligne ferroviaire Bordeaux-Sète (gare de Villenouvelle), la route départementale D 813 (ex route nationale 113), l'autoroute A61 et le canal du Midi. Le lit de l'Hers-Mort constitue partiellement sa limite sud. Le tracé de l'antique voie romaine Via Aquitania coïncide presque avec l'actuel tracé de la RD 813 dans la commune. L'une des quatre principales branches françaises des chemins de Compostelle, la via Tolosana, traverse également la commune.

#### Transports
La commune compte une gare sur son territoire, la gare de Villenouvelle, desservie quotidiennement par des TER Occitanie effectuant des missions entre les gares de Toulouse-Matabiau, Castelnaudary, Carcassonne et Narbonne.
La ligne 350 du réseau Arc-en-Ciel relie la commune à la station Université-Paul-Sabatier du métro de Toulouse depuis Avignonet-Lauragais, la ligne 386 relie la commune à la gare routière de Toulouse depuis Villefranche-de-Lauragais, et la ligne 413 du réseau liO relie la commune à la gare routière de Toulouse et à Castelnaudary.

### Risques majeurs
Le territoire de la commune de Villenouvelle est vulnérable à différents aléas naturels : météorologiques (tempête, orage, neige, grand froid, canicule ou sécheresse), inondations et séisme (sismicité très faible). Il est également exposé à un risque technologique, la rupture d'un barrage. Un site publié par le BRGM permet d'évaluer simplement et rapidement les risques d'un bien localisé soit par son adresse soit par le numéro de sa parcelle.

#### Risques naturels
Certaines parties du territoire communal sont susceptibles d’être affectées par le risque d’inondation par débordement de cours d'eau, notamment la Thésauque. La commune a été reconnue en état de catastrophe naturelle au titre des dommages causés par les inondations et coulées de boue survenues en 1982, 1990, 1998, 1999, 2000 et 2009,.

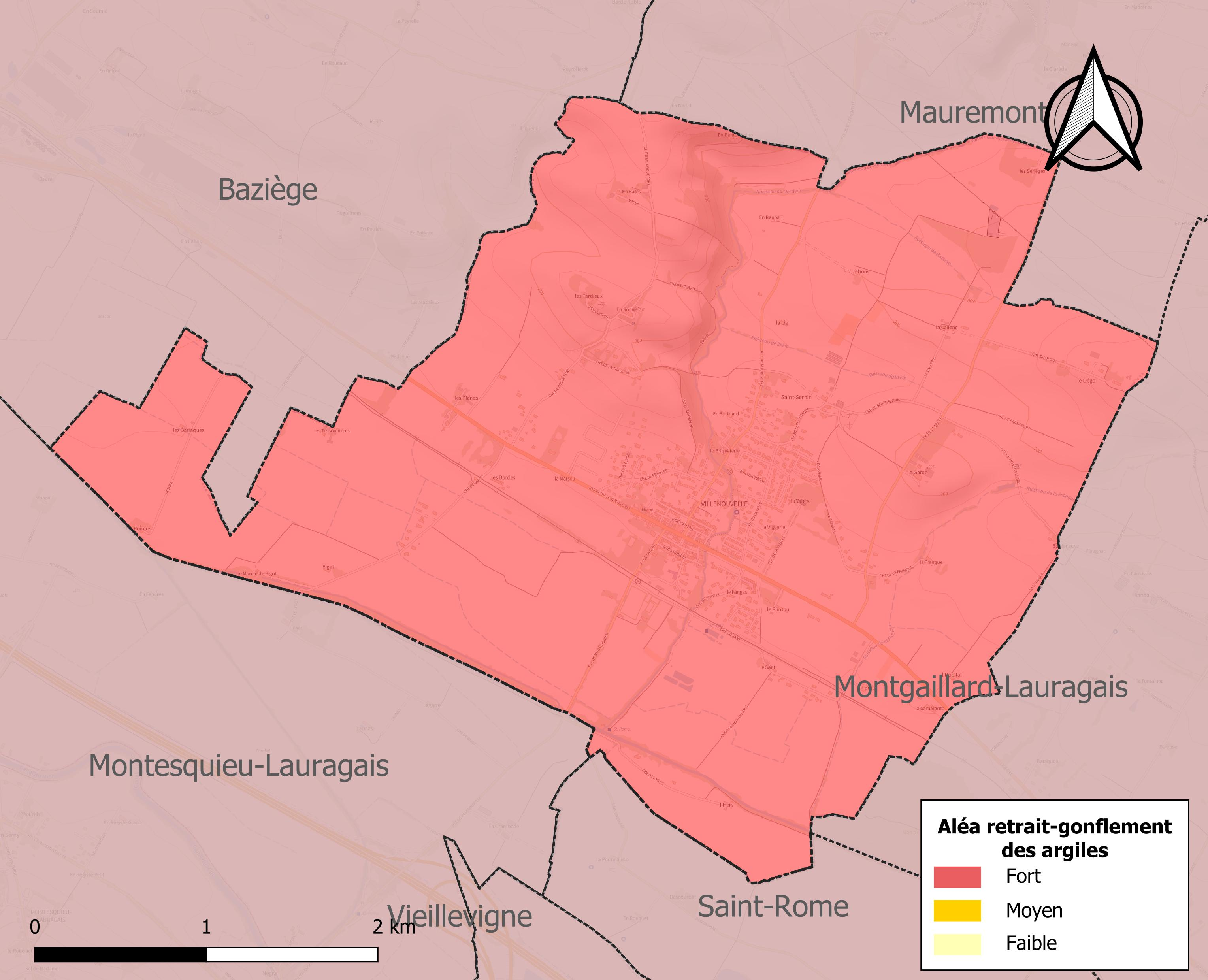
Carte des zones d'aléa retrait-gonflement des sols argileux de Villenouvelle.

Le retrait-gonflement des sols argileux est susceptible d'engendrer des dommages importants aux bâtiments en cas d’alternance de périodes de sécheresse et de pluie. La totalité de la commune est en aléa moyen ou fort (88,8 % au niveau départemental et 48,5 % au niveau national). Sur les 556 bâtiments dénombrés sur la commune en 2019, 556 sont en aléa moyen ou fort, soit 100 %, à comparer aux 98 % au niveau départemental et 54 % au niveau national. Une cartographie de l'exposition du territoire national au retrait gonflement des sols argileux est disponible sur le site du BRGM,.
Par ailleurs, afin de mieux appréhender le risque d’affaissement de terrain, l'inventaire national des cavités souterraines permet de localiser celles situées sur la commune.
Concernant les mouvements de terrains, la commune a été reconnue en état de catastrophe naturelle au titre des dommages causés par la sécheresse en 2003 et 2016 et par des mouvements de terrain en 1999.

#### Risques technologiques
La commune est en outre située en aval du barrage de l'Estrade sur la Ganguise (département de l'Aude). À ce titre elle est susceptible d’être touchée par l’onde de submersion consécutive à la rupture de cet ouvrage.

## Histoire
Le centre primitif se trouvait à huit cents mètres au nord-est du village actuel, autour d'un prieuré très ancien sur la colline de Saint-Sernin de Goudourville, où se trouvent encore un hameau et le cimetière.
Selon François de Gélis dans son ouvrage sur Villenouvelle : vers la fin du XVe siècle, le village se transporta au pied du coteau, à l'intersection de la voie de Toulouse à Narbonne et du ruisseau Merdéric.
Selon Jean Odol, l'établissement à l'actuel emplacement serait plus ancien et remonterait aux environs de 1270, sous Alphonse de Poitiers ; ainsi le village serait en fait une bastide, une de ces villes nouvelles créées par le roi pour pacifier le Lauragais, haut-lieu du catharisme. Le plan du noyau central du village semble confirmer cette dernière hypothèse.
Toujours selon François de Gélis, l'église actuelle (Saint-Sernin, anciennement Notre-Dame-des-Anges) date de 1509, construite sans doute sur les traces d'un oratoire plus ancien (voir section Blason). Elle est donc ce que l'on nomme une église du pastel, car financée grâce aux richesses amenées par cette culture et la production des cocagnes.
Le 31 mars 1554, Catherine de Médicis signe l'aliénation de ses possessions du Lauragais parmi lesquelles la seigneurie de Villenouvelle. Le sieur Guillaume du Cros, châtelain de Villenouvelle et de Saint-Rome est déclaré adjudicataire de la seigneurie de Villenouvelle pour la somme de 3 500 livres tournois. Il a le droit de nommer un juge ou bailli qui exercera en son nom la haute, moyenne et basse justice.
En 1564, au terme d'un procès, les consuls du village rachètent les droits de seigneurie à l'héritier de Guillaume du Cros, Guillaume dit de Berry, pour la somme de 1 253 livres (deux gros sacs bourrés de pièces d'or et d'argent). Le droit de justice revient ainsi à la reine Catherine et les consuls sont chargés d'en assurer l'exécution. À cette fin, ils désignent un bailli : le sieur Jehan de Raubaly.
Le baron d'Aignan d'Orbessan à Attas en 1745, noble Cassagnau de Saint-Félix, conseiller au parlement de Toulouse, à Saussens en 1766, messire Gilles de Larroche à Labastide Saves en 1766, Jean-Hughes Mercadier, ancien procureur au parlement de Toulouse, conseiller du roi à Auzeville en 1776, le duc de
Candie de Saint-Simon, trésorier de France en la généralité de Toulouse à Villenouvelle en 1786, et Guillaume de Falguerolles à Roumens en 1789, possèdent respectivement la totalité de la partie noble du terroir.

## Politique et administration

### Administration municipale
Le nombre d'habitants au recensement de 2011 étant compris entre 500 et 1 499 habitants, le nombre de membres du conseil municipal pour l'élection de 2014 est de quinze,.

### Rattachements administratifs et électoraux
Commune faisant partie de la dixième circonscription de la Haute-Garonne de la communauté de communes des Terres du Lauragais et du canton de Revel (avant le redécoupage départemental de 2014, Villenouvelle faisait partie de l'ex-canton de Villefranche-de-Lauragais) et avant le 1er janvier 2017 elle faisait partie de la communauté de communes Cap-Lauragais.

### Liste des maires
| Période                                  | Période  | Identité          | Étiquette | Qualité       |
| ---------------------------------------- | -------- | ----------------- | --------- | ------------- |
| Les données manquantes sont à compléter. |          |                   |           |               |
|                                          |          | Jean Soucale      |           |               |
| 1969                                     | 1977     | Jean-Marie ISSART |           |               |
| 1977                                     | 1983     | Raymond Castelle  |           |               |
| mars 1983                                | 2001     | Francis Fédou     | PS        |               |
| mars 2001                                | 2014     | Louis Cazeneuve   | PS        |               |
| mars 2014                                | En cours | Nicolas Fédou     | PS        | Fonctionnaire |

## Population et société

### Démographie
L'évolution du nombre d'habitants est connue à travers les recensements de la population effectués dans la commune depuis 1793. Pour les communes de moins de 10 000 habitants, une enquête de recensement portant sur toute la population est réalisée tous les cinq ans, les populations de référence des années intermédiaires étant quant à elles estimées par interpolation ou extrapolation. Pour la commune, le premier recensement exhaustif entrant dans le cadre du nouveau dispositif a été réalisé en 2007.

En 2022, la commune comptait 1 470 habitants, en évolution de +5,76 % par rapport à 2016 (Haute-Garonne : +8,02 %, France hors Mayotte : +2,11 %).
| 1793  | 1800  | 1806 | 1821  | 1831  | 1836  | 1841 | 1846  | 1851 |
| ----- | ----- | ---- | ----- | ----- | ----- | ---- | ----- | ---- |
| 1 103 | 1 061 | 996  | 1 035 | 1 055 | 1 035 | 997  | 1 001 | 985  |

| 1856 | 1861 | 1866 | 1872 | 1876 | 1881 | 1886 | 1891 | 1896 |
| ---- | ---- | ---- | ---- | ---- | ---- | ---- | ---- | ---- |
| 885  | 822  | 753  | 748  | 724  | 692  | 661  | 622  | 590  |

| 1901 | 1906 | 1911 | 1921 | 1926 | 1931 | 1936 | 1946 | 1954 |
| ---- | ---- | ---- | ---- | ---- | ---- | ---- | ---- | ---- |
| 597  | 557  | 532  | 486  | 494  | 519  | 505  | 501  | 535  |

| 1962 | 1968 | 1975 | 1982 | 1990 | 1999 | 2006  | 2007  | 2012  |
| ---- | ---- | ---- | ---- | ---- | ---- | ----- | ----- | ----- |
| 590  | 619  | 645  | 762  | 905  | 940  | 1 238 | 1 280 | 1 373 |

| 2017  | 2022  | - | - | - | - | - | - | - |
| ----- | ----- | - | - | - | - | - | - | - |
| 1 391 | 1 470 | - | - | - | - | - | - | - |

| selon la population municipale des années : | 1968 | 1975 | 1982 | 1990 | 1999 | 2006 | 2009 | 2013 |
| Rang de la commune dans le département      | 106  | 126  | 138  | 138  | 145  | 132  | 132  | 130  |
| Nombre de communes du département           | 592  | 582  | 586  | 588  | 588  | 588  | 589  | 589  |

### Enseignement
Villenouvelle fait partie de l'académie de Toulouse.
L'éducation est assurée sur la commune par une primaire (maternelle et élémentaire).

### Culture et festivité
Salle des fêtes, médiathèque, danse, musique,

### Activités sportives
L'Étoile Sportive Villenouvelloise évolue en championnat de 2e série régionale de rugby à XV (saison 2013/2014). Tennis, football, chasse, yoga et pétanque.

### Écologie et recyclage
La collecte et le traitement des déchets des ménages et des déchets assimilés ainsi que la protection et la mise en valeur de l'environnement se font dans le cadre de la communauté de communes des Terres du Lauragais.
Une déchetterie est présente sur la commune de Villefranche-de-Lauragais.

## Économie

### Revenus
En 2018  (données Insee publiées en septembre 2021), la commune compte 545 ménages fiscaux, regroupant 1 464 personnes. La médiane du revenu disponible par unité de consommation est de 23 990 € (23 140 € dans le département).

### Emploi
|                | 2008  | 2013  | 2018  |
| -------------- | ----- | ----- | ----- |
| Commune        | 5,3 % | 4,3 % | 6,9 % |
| Département    | 7,7 % | 9,6 % | 9,3 % |
| France entière | 8,3 % | 10 %  | 10 %  |

En 2018, la population âgée de 15 à 64 ans s'élève à 881 personnes, parmi lesquelles on compte 81,7 % d'actifs (74,8 % ayant un emploi et 6,9 % de chômeurs) et 18,3 % d'inactifs,. Depuis 2008, le taux de chômage communal (au sens du recensement) des 15-64 ans est inférieur à celui de la France et du département.
La commune fait partie de la couronne de l'aire d'attraction de Toulouse, du fait qu'au moins 15 % des actifs travaillent dans le pôle,. Elle compte 131 emplois en 2018, contre 142 en 2013 et 123 en 2008. Le nombre d'actifs ayant un emploi résidant dans la commune est de 663, soit un indicateur de concentration d'emploi de 19,7 % et un taux d'activité parmi les 15 ans ou plus de 66,7 %.
Sur ces 663 actifs de 15 ans ou plus ayant un emploi, 86 travaillent dans la commune, soit 13 % des habitants. Pour se rendre au travail, 86,9 % des habitants utilisent un véhicule personnel ou de fonction à quatre roues, 5,2 % les transports en commun, 3,7 % s'y rendent en deux-roues, à vélo ou à pied et 4,3 % n'ont pas besoin de transport (travail au domicile).

### Activités hors agriculture

#### Secteurs d'activités
96 établissements sont implantés  à Villenouvelle au 31 décembre 2019. Le tableau ci-dessous en détaille le nombre par secteur d'activité et compare les ratios avec ceux du département,.
| Secteur d'activité                                                                                        | Commune | Commune | Département |
| Secteur d'activité                                                                                        | Nombre  | %       | %           |
| --- | ------- | ------- | ----------- |
| Ensemble                                                                                                  | 96      |         |             |
| Industrie manufacturière, industries extractives et autres                                                | 10      | 10,4 %  | (5,7 %)     |
| Construction                                                                                              | 12      | 12,5 %  | (12 %)      |
| Commerce de gros et de détail, transports, hébergement et restauration                                    | 26      | 27,1 %  | (25,9 %)    |
| Information et communication                                                                              | 3       | 3,1 %   | (4,1 %)     |
| Activités immobilières                                                                                    | 1       | 1 %     | (4,2 %)     |
| Activités spécialisées, scientifiques et techniques et activités de services administratifs et de soutien | 23      | 24 %    | (19,8 %)    |
| Administration publique, enseignement, santé humaine et action sociale                                    | 16      | 16,7 %  | (16,6 %)    |
| Autres activités de services                                                                              | 5       | 5,2 %   | (7,9 %)     |

Le secteur du commerce de gros et de détail, des transports, de l'hébergement et de la restauration est prépondérant sur la commune puisqu'il représente 27,1 % du nombre total d'établissements de la commune (26 sur les 96 entreprises implantées  à Villenouvelle), contre 25,9 % au niveau départemental.

#### Entreprises et commerces
Les cinq entreprises ayant leur siège social sur le territoire communal qui génèrent le plus de chiffre d'affaires en 2020 sont : 
- JMC Car's, location de terrains et d'autres biens immobiliers (304 k€) ;
- Esci Services, services d'aménagement paysager (136 k€) ;
- Taxi Catherine Escribano, transports de voyageurs par taxis (75 k€) ;
- Aph, autres travaux de finition (27 k€) ;
- Services Maintenance Aux Entreprises - Electricite Industrielle - Sm2Ei, travaux d'installation électrique dans tous locaux (19 k€).

### Agriculture
La commune est dans le Lauragais, une petite région agricole occupant le nord-est du département de la Haute-Garonne, dont les coteaux portent des grandes cultures en sec avec une dominante blé dur et tournesol. En 2020, l'orientation technico-économique de l'agriculture  sur la commune est la culture de céréales et/ou d'oléoprotéagineuses.
|               | 1988  | 2000  | 2010  | 2020 |
| ------------- | ----- | ----- | ----- | ---- |
| Exploitations | 26    | 24    | 15    | 10   |
| SAU (ha)      | 1 180 | 1 164 | 1 099 | 798  |

Le nombre d'exploitations agricoles en activité et ayant leur siège dans la commune est passé de 26 lors du recensement agricole de 1988  à 24 en 2000 puis à 15 en 2010 et enfin à 10 en 2020, soit une baisse de 62 % en 32 ans. Le même mouvement est observé à l'échelle du département, qui a perdu pendant cette période 57 % de ses exploitations,. La surface agricole utilisée sur la commune a également diminué, passant de 1 180 ha en 1988 à 798 ha en 2020. Parallèlement, la surface agricole utilisée moyenne par exploitation a augmenté, passant de 45 à 80 ha.

## Culture locale et patrimoine

### Lieux et monuments

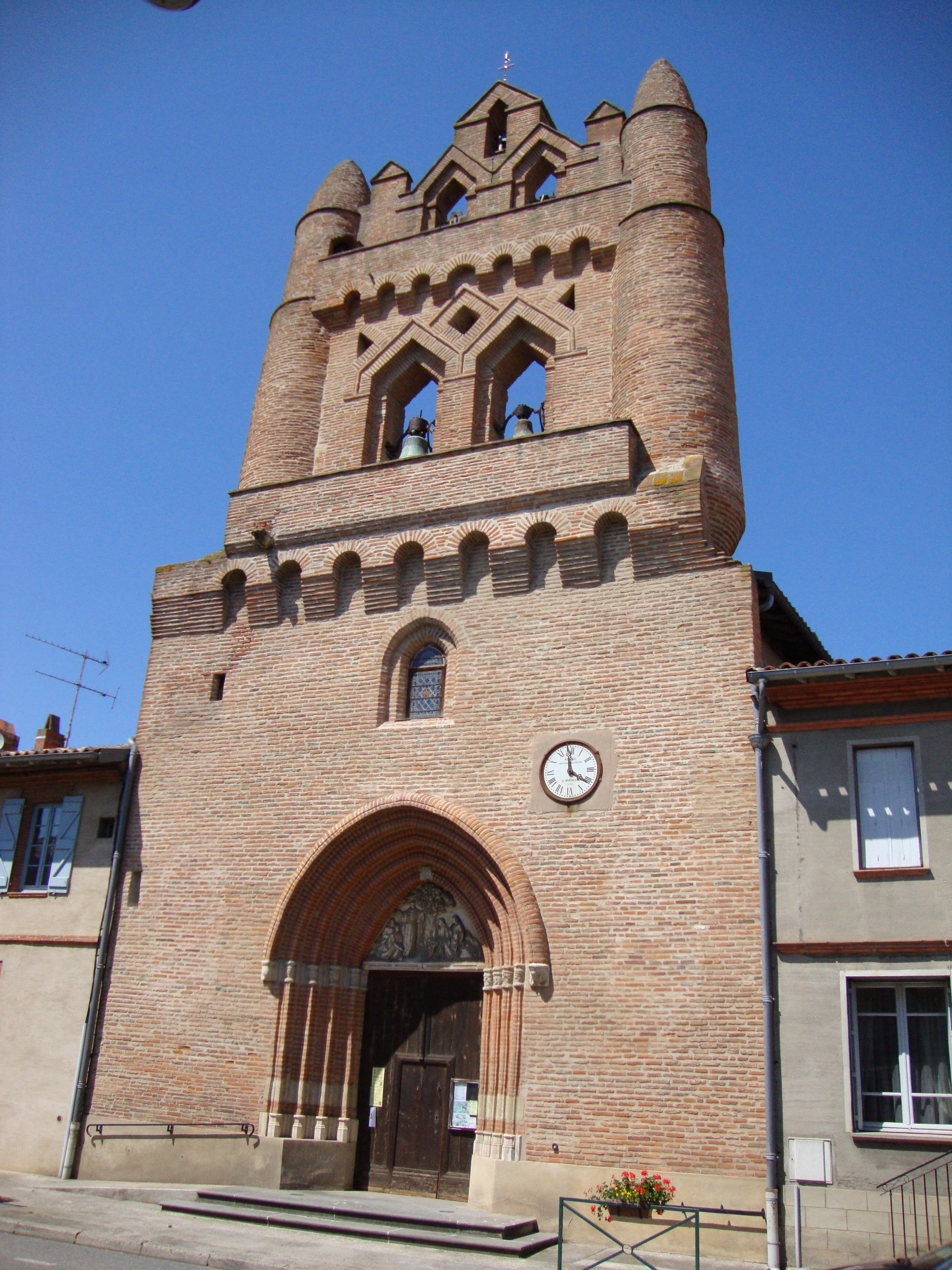
Villenouvelle, église de style toulousain.

- Église Saint-Sernin de Villenouvelle. L'église Saint-Sernin, anciennement Notre-Dame-des-Anges est inscrite au titre des monuments historiques[50]. Sa seule partie visible de l'extérieur est le clocher-mur typique des églises du Lauragais.
- La Halle de Villenouvelle halle, du (3e quart du XVIIIe siècle, est également inscrite au titre des monuments historiques[51].

### Personnalités liées à la commune
- Emile Cazeneuve, ténor, soliste et professeur au Conservatoire de Paris, né à Villenouvelle en 1880.
- François Mercure dit Villenouvelle, soldat de Philippe de Rigaud de Vaudreuil, émigrant au Canada[52].
- Jean Soucale, maire de Villenouvelle, son nom sera donné à l'école publique de Villenouvelle.

### Héraldique
Blason : Parti : au premier d'azur à l'arbre arraché d'or, au second de gueules aux trois étoiles d'or posées en pal.
L'origine probable du blason peut être retrouvée dans la légende de saint Dominique (de Guzmán) citée par François de Gélis :
On raconte que saint Dominique, se rendant au monastère de Prouille par l'ancienne voie romaine de Toulouse à Narbonne, s'arrêta, avec plusieurs de ses compagnons, au pied d'un chêne qui bordait la route. Les travailleurs des champs, attirés par la vue de ces étrangers s'approchèrent et le nombre de curieux augmenta rapidement quand la personnalité du saint prêtre fut connue et signalée. Cédant à son ardeur apostolique, celui-ci se mit à prêcher.../.. jusqu'à la fin du jour. Dominique adressa à Marie une prière que tous les assistants répétèrent avec ferveur et quand l'obscurité fut venue, l'horizon s'embrasa d'une lueur phosphorescente et trois étoiles d'or s'allumèrent à la voûte céleste. Le lendemain à l'aube, les pèlerins reprirent leur route après avoir cloué, sur l'arbre qui les avait abrités pendant la nuit, une image de la Vierge entourée des saints Anges. Le chêne fut abattu plus tard et un petit oratoire élevé sur son emplacement. Telle est, selon la tradition, l'origine de Notre-Dame-des-Anges
On trouve ainsi le chêne et les trois étoiles d'or. Quant aux partis d'azur et de gueules, ils sont sans doute à l'identique des armes d'Alphonse de Poitiers. Voir section Histoire

## Pour approfondir